# 張瑄 (正統進士)
張瑄（1417年—？），字廷璽，南直隸江浦縣人，明朝政治人物。

## 生平
正統六年（1441年）辛酉科應天鄉試第十二名，正統七年（1442年）聯捷進士，曾任刑部主事，陞郎中，有能聲。景泰年間任吉安知府。擢廣東右布政使。成化八年（1472年）任福建巡撫，改河南巡撫。又改南京刑部侍郎，再擢為尚書。成化末年被撤職，孝宗繼位，又復職，旋即退休。

## 家族
曾祖張日宣，元滁州教諭。祖父張克遜。父張俊民，曾任德清知縣。